# Restituta d'Africa
Restituta d'Africa, o Restituta di Teniza (Tunisia, III secolo – Tunisia, 304), è stata una santa berbera, vergine e martire; il suo culto si è diffuso in Italia già nell'Alto Medioevo.

## Agiografia
Santa Restituta era originaria di Cartagine, o forse di Tenizia, cioè Ponizarius, forma grafica contraffatta di Hippo-Diarrhytus, l'attuale Biserta in Tunisia: questa sorge sulla costa prospiciente lo stretto di Sicilia ed era già nel III secolo sede episcopale presso Cartagine.
Formatasi alla scuola di san Cipriano, vescovo di Cartagine, fece parte del gruppo dei martiri di Abitina, descritto nella Passio SS. Dativi, Saturnini et aliorum, redatta da Pio Franchi de' Cavalieri.
Durante la decima persecuzione anticristiana, ordinata dall'imperatore Diocleziano nel 304, un folto numero di cristiani, provenienti anche dalle vicine città di Cartagine e Biserta, continuarono a radunarsi nella città di Abitina in casa di Ottavio Felice, per celebrarvi il rito eucaristico, detto dominicum, sotto la guida del presbitero Saturnino.

Una cinquantina di loro venne sorpresa dai soldati romani: furono arrestati, interrogati e quindi trascinati in catene a Cartagine. Il 12 febbraio 304 subirono l'interrogatorio rituale alla presenza del proconsole Anulino e, riconfermata la loro fede nonostante le torture, vennero condannati a morte: fra loro c'era anche Restituta.
Tardive Passiones medievali, hanno completato gli scarsi dati storici citati: l'agiografo Pietro Suddiacono (X secolo), descrisse il processo, la condanna e il martirio della santa che, stremata dalle torture, fu posta su di una barca carica di stoppa, intrisa di resina e pece; quando questa fu portata al largo dai carnefici e data alle fiamme, la santa rimase illesa, mentre il fuoco annientò l'altra imbarcazione con i suoi occupanti. Restituta ringraziò il Signore, castigo degli empi, e invocò che un angelo la accompagnasse durante la traversata: esaudita, riconoscente domandò di accedere alla pace eterna e serenamente spirò.
Una tradizione ultramillenaria narra che la barca, guidata dall'angelo, approdò all'isola Aenaria, oggi detta Ischia, situata di fronte al golfo di Napoli, toccando terra nella località detta ad ripas, oggi la baia di San Montano. Viveva in quel luogo una matrona cristiana di nome Lucina: avvertita in sogno dall'angelo, si recò sulla spiaggia, dove trovò l'imbarcazione arenata e in essa il corpo intatto e splendente di Restituta. Radunata la popolazione, venne data solenne sepoltura alla martire nel luogo detto Eraclius, alle falde dell'attuale Monte Vico in Lacco Ameno, dove sono conservati i ruderi di una basilica paleocristiana, e dove sorge oggi un santuario dedicato alla Santa. La leggenda racconta che quando la barca toccò la spiaggia, per miracolo questa si riempì di gigli bianchi: i gigli di Santa Restituta.
Il viaggio leggendario ha ispirato il poeta francese Alphonse de Lamartine, che compose nel 1842 Le lis du golfe de Santa Restituta dans l'ìle d'Ischia.

## Culto
La diffusione del culto di santa Restituta in Italia ed Europa meridionale è storicamente legata alla persecuzione vandalica del 429 in Nordafrica, ordinata dal re Genserico e descritta nelle pagine di Vittore di Vita. Nei vari luoghi dove trovarono rifugio gli esuli cartaginesi, ebbe origine la devozione alla martire africana: Lacco Ameno (Ischia), Napoli, Cagliari, Palermo, Calenzana (Corsica, Francia), Montalcino, Borbona (RI) e Oricola.

### A Lacco Ameno d'Ischia

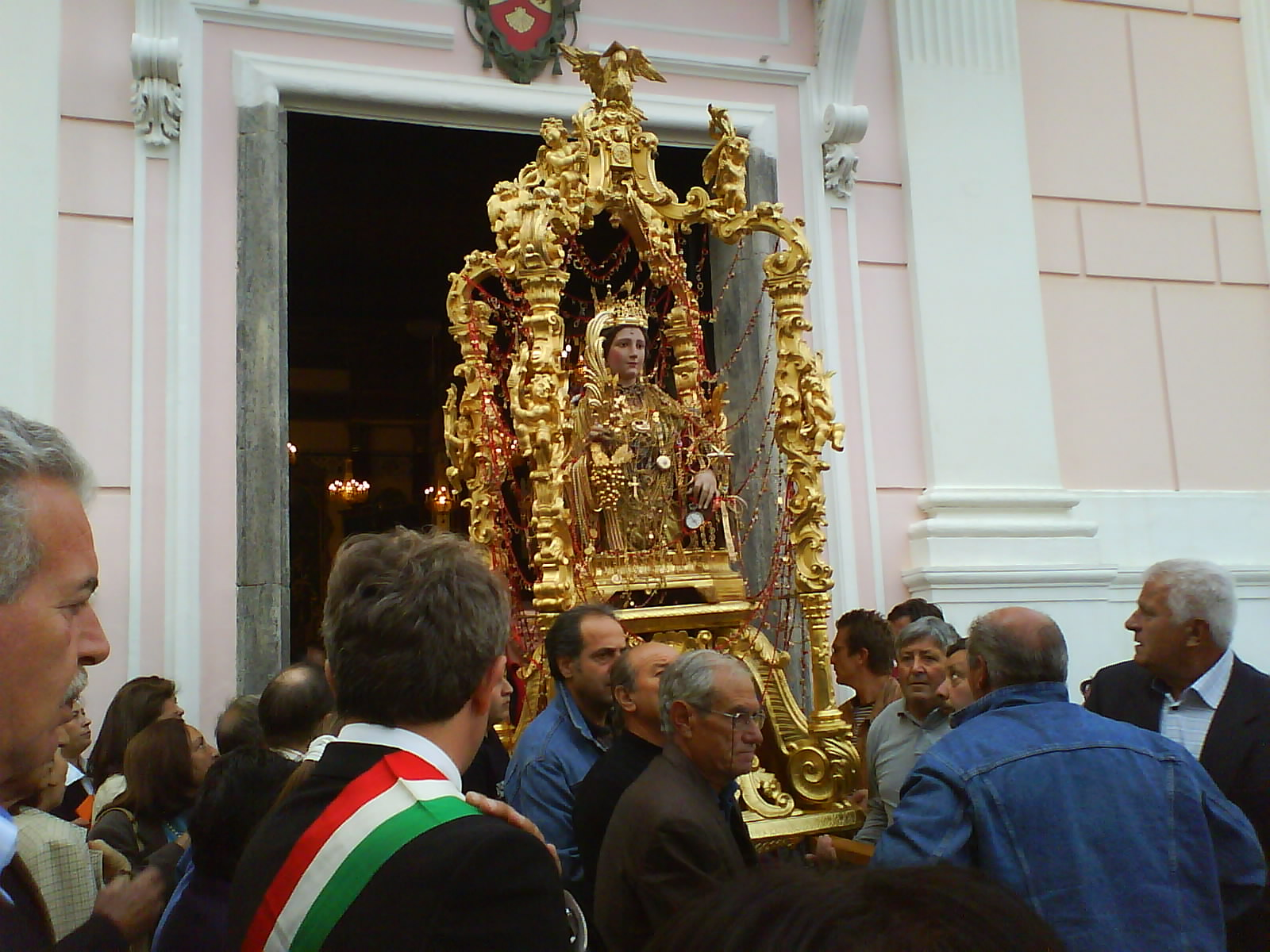
Processione di Santa Restituta a Lacco Ameno (NA), 17 maggio.

La festa di santa Restituta si celebra nell'isola d'Ischia, della quale è celeste patrona oltre ad essere patrona della Diocesi, assieme a San Giovan Giuseppe, e del comune: qui il suo nome viene ricordato il 17 maggio, con undici giorni di solenni festeggiamenti, dall'8 al 18, culminanti con la processione del giorno 17 via mare e quella del 18 per le vie del paese. Il santuario diocesano a lei dedicato, basilica pontificia minore, è edificato sopra un'antica basilica paleocristiana; in esso sono custodite due statue lignee della santa: un busto policromo del 1711 ed una scultura dorata del XVI secolo; quest'ultima si trova nella cappella laterale, dove sono custodite reliquie della santa.

Annesso al santuario si trova un museo archeologico, sorto negli anni cinquanta per iniziativa del rettore don Pietro Monti Archiviato il 26 dicembre 2018 in Internet Archive., sacerdote e archeologo, con reperti dell'età ellenistica, romana e paleocristiana.

Di particolare interesse è la suggestiva rappresentazione del martirio e dell'approdo del corpo di Santa Restituta ad Ripas, l'odierna baia di San Montano, inscenata il 16 maggio di ogni anno nella stessa baia.

### A Napoli
A Napoli è intitolata alla santa una basilica paleocristiana, originariamente eretta dall'imperatore Costantino I, ed integrata nella cattedrale partenopea. Dalla basilica di Santa Restituta si accede al battistero di San Giovanni in Fonte, considerato il battistero più antico della Cristianità occidentale.

Nella cappella di Santa Maria del Principio sono conservate, in un'urna sotto l'altare, le reliquie più importanti della santa africana portate a Napoli da Lacco Ameno.
Il suo culto nella città partenopea è attestato da diversi documenti, a cominciare dal Calendario marmoreo (847-849), che riporta al 16 maggio la festa liturgica del Dies natalis S. Restitutae.
Tra le numerose opere d'arte ricordiamo una tela di Luca Giordano, raffigurante la santa in barca guidata dagli angeli verso l'isola d'Ischia.

### A Palermo
Nella cattedrale di Palermo si trovava una pala trecentesca con l'immagine della santa su fondo oro; il 17 maggio 1352, a seguito della miracolosa guarigione di un certo Nicola Citarista, venne portata in processione nel monastero di Santa Chiara, dove rimase fino al 1912. In tale data venne riportata in cattedrale, dove si trova ora nella sacrestia dei Canonici.
Nel 1557 lo scultore Giacomo Gagini realizzò una statua marmorea della santa, da collocare nella chiesa di Santa Chiara; oggi si trova nel museo diocesano della città.

### A Cagliari
A Cagliari, in via Sant'Efisio, nello storico quartiere di Stampace, si trova una chiesa dedicata a Santa Restituta; nella cripta, costituita da una grotta in parte naturale e in parte artificiale, è posto un altare a tre nicchie: in quella centrale è situata una statua marmorea della santa. Nella grotta vennero rinvenute nel 1614 delle reliquie a lei appartenenti: gli studiosi ritengono che esse siano state portate dai vescovi africani, esiliati nel VI secolo dal vandalo Trasamondo; ci si ricollegherebbe così ai martiri di Abitina.

### A Calenzana (Corsica)
In Corsica, nel comune di Calenzana, situato alle spalle del golfo di Calvi, in un terreno denominato Le campu di Santa Restiduta sorge una chiesa dedicata alla martire africana.
L'edificio, in stile romanico, costruito su di un'area paleocristiana, racchiude una struttura tombale affrescata nel XII secolo, raffigurante scene del martirio della santa e dell'arrivo di sue reliquie alla spiaggia di Calvi; il monumento funebre racchiude un sarcofago, contenente appunto reliquie di Restituta e di altri martiri.
La festa liturgica della santa si celebra il 17 maggio, come a Ischia.

### A Montalcino
Nei paraggi del comune di Montalcino si trova la Pieve di Santa Restituta, edificio sacro risalente probabilmente al V secolo.

### A Oricola
Santa Restituta d'Africa è la patrona di Oricola, dove viene festeggiata il 17 maggio con una suggestiva processione. Alla Santa è intitolata una chiesa, dove si può ammirare un affresco del XIII secolo a lei dedicato. Si ritiene che il culto della santa africana sia giunto in terra marsicana attraverso la valle dell'Uri, presumibilmente nel Medioevo.
Purtroppo questo culto è poco chiaro. Dal simulacro della Santa, si comprende benissimo che la Martire qui venerata è Santa Restituta di Sora, paese da cui Oricola non è molto lontano, circa 88 km passando da Avezzano. Per di più il comune di Oricola segna il confine tra la diocesi di Avezzano e quella di Sora, con la quale ha sempre avuto contatti religiosi e da cui si è diffuse il culto di S. Restituta.

Purtroppo nel 2014 - come scrive Maria Concetta Nicolai - fu richiesta una reliquia della Martire venerata a Lacco Ameno d'Ischia, non tenendo conto che il culto locale era focalizzato sulla martire di Sora.

La confusione, un po' per ignoranza storica e agiografica - come afferma Maria Concetta Nicolai - si è creata perché le due Martiri sono venerate il 17 maggio. Quindi, dal 2014, la Santa patrona di Oricola da romana, martire a Sora, è divenuta cartaginese, il cui corpo è venerato a Lacco Ameno d'Ischia (NA).

Potremmo dire che Oricola venera due sante di nome Restituta: nel simulacro, la martire romana a Sora, e nella reliquia, la martire africana di Lacco Ameno.